# Nada Dimić
Nada Dimić, hrvaška partizanka in narodni heroj, * 1923, † 1942.